# Asashio Tarō III.
Asashio Tarō (III.) (jap. 朝潮 太郎; * 13. November 1929 in Kōbe, Präfektur Hyōgo als Yonekawa Fumitoshi (米川 文敏); † 23. Oktober 1988) war ein japanischer Sumōringer und der 46. Yokozuna.
Asashio machte sein Debüt im Oktober 1948 unter seinem bürgerlichen Namen. Im September 1950 gelang ihm nach sieben Turnieren – es wurden noch lediglich drei im Jahr abgehalten – durch den Sieg (14-1) in der Jūryō der Sprung in die Makuuchi-Division. Im Mai 1952 nahm er noch als Maegashira den Kampfnamen Asashio an; er war der dritte Sumōringer mit diesem Namen. Im September des Jahres erreichte er zwei Siege gegen amtierende Yokozuna, erhielt zweimal in Folge die Auszeichnung für besondere Leistung (Shukun-sho) und wurde zum ersten Mal Sekiwake. Nach lediglich durchschnittlichen Ergebnissen in der Folgezeit fiel er vorübergehend jedoch wieder in die unteren Ränge zurück.
Im Januar und März 1955 gewann Asashio mit Siegen über Yokozuna drei bzw. zwei weitere Kinboshi und sein drittes Shukun-sho. Im März 1956 errang der mittlerweile wieder zum Sekiwake beförderte Ringer in Osaka seinen ersten Makuuchi-Turniersieg (12-3). Auch die Frühjahrsturniere der beiden folgenden Jahre konnte er für sich verbuchen. Schließlich erhielt der Ōzeki Asashio nach überzeugenden Leistungen (Yusho 14-1 im November 1958, zweite Plätze in den beiden folgenden Turnieren) mit knapp 30 Jahren die Ernennung zum Yokozuna.
Seine Karriere in diesem Rang war von Verletzungen geprägt, so musste er bereits in seinem Ernennungsjahr drei Turniere lang pausieren. Nach nur einem weiteren ersten Platz im März 1961 (13-2) und weiteren verletzungsbedingten Ausscheiden aus Turnieren beendete Asashio im Januar 1962 seine aktive Karriere.
Nach dem Tod des Oberhaupts der Takasago-beya, des ehemaligen Yokozuna Maedayama, im August 1971 nahm er die Aufgabe der Leitung des Stalles wahr. Der vierte Asashio und der spätere Ōzeki Konishiki sind bekannte Ringer des Takasago-beya aus dieser Zeit, allerdings auch der skandalumwitterte Maegashira Nankairyu. Im Oktober 1988 erlag Takasago Oyakata einem Schlaganfall.